# هارولد جاي كوك
هارولد جاي كوك (بالإنجليزية: Harold Cook)‏ هو باحث ومؤرخ أمريكي، ولد في 1952.